# یاک-هانس کوکس
یان-هانس کوکس (استونیایی: Jaak-Hans Kuks؛ زادهٔ ۱۲ سپتامبر ۱۹۴۲) سیاستمدار و نماینده سابق مجلس اهل استونی است.